# La Haute-Beaume
La Haute-Beaume è un comune francese di 8 abitanti situato nel dipartimento delle Alte Alpi della regione della Provenza-Alpi-Costa Azzurra.

## Società

### Evoluzione demografica
Abitanti censiti